# Fabian (Roman)

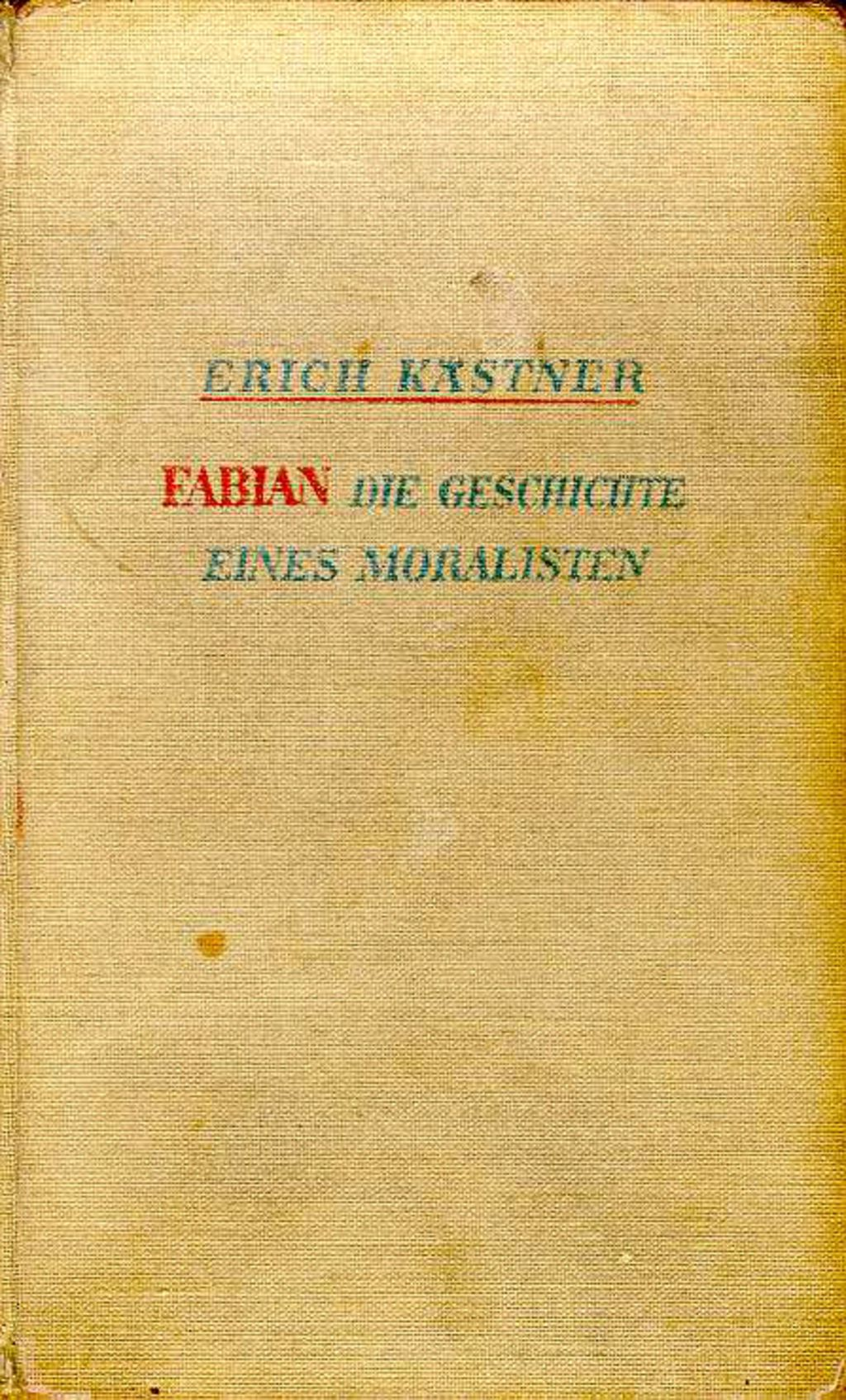
Fabian, Ausgabe von 1931

Fabian. Die Geschichte eines Moralisten ist ein Großstadtroman von Erich Kästner mit autobiografischen Zügen, der noch der Neuen Sachlichkeit zugerechnet werden kann. Der 1931 bei der Deutschen Verlags-Anstalt erschienene Roman entwirft ein Gesellschaftsbild Berlins am ‚Vorabend‘ der „Machtergreifung“ Adolf Hitlers.

## Inhalt

### Handlung
Hauptmotiv dieses ersten Handlungsstranges ist die Konfrontation Fabians mit Unmoralischem im Berliner Nachtleben. So findet man ihn in Bordellen, Unterweltkneipen und Künstlerateliers, wobei er dort ein einigermaßen distanzierter Beobachter bleibt, der die Geschehnisse ironisierend zur Kenntnis nimmt. Er gerät ferner ungewollt in einen Strudel politischer Polarisierung von Nationalsozialisten contra Kommunisten und hemmungsloser Genusssucht in Bezug auf Sexualität, die den liebenden Kontakt diskreditiert.
Fabian entwickelt sich im Laufe des Romans zum Realisten. Anfangs ist er ein „zarter Ironiker“, der auf den „Sieg der Anständigkeit“ wartet. Er wird jedoch immer wieder von den Menschen enttäuscht und glaubt schließlich, allein sich selbst verbessern zu können. Im Gegensatz zu seinem Studienfreund Labude, der der Illusion anhängt, man könne die Menschheit ethisch voranbringen, ist er zunächst durch seinen gewonnenen Realismus gegen weitere Enttäuschungen gefeit, während sich sein Freund, von seiner Verlobten betrogen, bei verschiedenen Frauen zu trösten versucht und dabei nur punktuell glücklich wird. In einem Künstleratelier begegnet Fabian Cornelia Battenberg, die aufgrund negativer Erfahrungen mit Männern eigentlich keine neue Beziehung eingehen will. Fabian begegnet ihr mit Empathie, worauf sich zwischen ihnen nun doch eine Liebesbeziehung entwickelt. Dies veranlasst Fabian, Ehrgeiz zu entwickeln, und er scheint seine pessimistische Grundhaltung aufzugeben. Am nächsten Tag verliert er jedoch seine Arbeit (was ihm zuvor gar nichts ausgemacht hätte), während ein Kollege für Fabians Ideen später eine Gehaltserhöhung bekommt. Cornelia will eine Karriere als Filmschauspielerin beginnen. Ohne mit Fabian zuvor darüber zu reden, entschließt sie sich, um ihrer Karriere willen ein Verhältnis mit einem Filmdirektor einzugehen. Sie versucht, Fabian davon zu überzeugen, dass sie dies in ihrem beiderseitigen Interesse tut. Fabian kann dieses Arrangement letztendlich nicht akzeptieren und löst die Beziehung.
Ein weiterer Schlag für den Protagonisten ist der Suizid seines Freundes Labude. Dessen Motiv ist die angebliche Ablehnung seiner Habilitationsschrift, was sich jedoch als übler Scherz des Assistenten seines Doktorvaters herausstellt, der in Wirklichkeit von Labudes Arbeit begeistert ist. Obwohl ihn Cornelia an diesem Nachmittag besuchen will, verlässt Fabian Berlin und kehrt in seine Heimatstadt Dresden zurück, wo ihn sein Stolz und vor allem seine Moral davon abhalten, eine angebotene Stelle bei einer rechtsorientierten Zeitung anzunehmen. Bei dem Versuch, einen in den Fluss gesprungenen Jungen zu retten, ertrinkt er schließlich. Der Junge kann sich ans Ufer retten, doch Fabian selbst ist Nichtschwimmer.

### Personen
- Jakob Fabian, promovierter Germanist, ist der Protagonist des Romans. Zu Beginn des Romans ist er als Werbetexter bzw. Propagandist tätig.
- Stephan Labude ist der beste Freund Fabians. Sie kennen sich seit dem gemeinsamen Studium in Heidelberg. Er ist vermögend und verfasst in aller Ruhe eine Habilitationsschrift über Lessing.
- Cornelia Battenberg, eine Rechtsreferendarin, ist promoviert und hat in ihrer Dissertation über das internationale Filmrecht geschrieben. Sie ist neu in Berlin und wurde zuvor von zwei anderen Männern verlassen.

## Interpretationen
Als Fabian auf dem Höhepunkt seines Glücks steht und er seinen Pessimismus fast aufgegeben hat, verliert er seine Arbeit, und einige Zeit später auch Liebe und Freundschaft. In einem Buch Schopenhauers, das Kästner zitiert, indem er es Fabian kurz nach dem Verlust seiner Arbeit lesen lässt, wird die These aufgestellt, dass der Optimist mehr Unglück erleiden muss als der Pessimist.
Der Autor und seine Hauptfigur sind Moralisten, das heißt, sie gehen davon aus, dass die Handlungen der Menschen auf ethischen Prinzipien wie zum Beispiel der zwischenmenschlichen Solidarität beruhen sollten, die von der Gesellschaft ihrer Zeit jedoch nicht beachtet werden (Totalitarismus, Nationalsozialismus). Die Moralisierung erfolgt aber nicht mit erhobenem Zeigefinger, sondern vor allem mit dem Mittel der Ironie. Deutlich kann man Kästners Einstellung, die Welt sei nicht gänzlich zu bessern, erkennen.
Die Handlung des Romans spielt Ende der 1920er Jahre. Erschienen ist das Werk 1931, Kästner deutete diese Zeit nicht nur als eine des politischen, sondern auch des moralischen Verfalls. Das Buch zeigt, dass der Untergang der Weimarer Republik zumindest für Kästner durchaus nicht unerwartet kam.
Der Roman soll wohl vor allem zeigen, dass es Fabian als Moralisten unmöglich war, im Strom der Unmoral mitzuschwimmen. Der ursprüngliche – von den Verlegern abgelehnte – Titel dieser Satire lautete: Der Gang vor die Hunde. Damit sollte nach Kästners eigener Aussage „schon auf dem Buchumschlag deutlich werden, dass der Roman ein bestimmtes Ziel verfolgte: Er wollte warnen“. Kästner entwirft ein pessimistisches Bild der Gesellschaft – im Großen wie im Kleinen. Denn, so begründet der Autor seine Geschichte eines Moralisten selbst, „der Moralist pflegt seiner Epoche keinen Spiegel, sondern einen Zerrspiegel vorzuhalten“.

## Rezeption
Das Buch galt den Nationalsozialisten als entartet; aufgrund dieses Romans wurden die Werke Erich Kästners anlässlich der Bücherverbrennung 1933 in Deutschland unter dem Vorwurf der Pornografie verbrannt. Zwar wird die sexuelle Freizügigkeit der 1920er und frühen 1930er Jahre behandelt, der Vorwurf der Pornografie ist jedoch nicht zu begründen. In dem am 27. Oktober 1931 in der Weltbühne veröffentlichten Artikel Fabian und die Sittenrichter nimmt Kästner dazu Stellung. So schreibt er darin etwa: „Durch Erfahrungen am eignen Leib und durch sonstige Beobachtungen unterrichtet, sah er [der Autor] ein, dass die Erotik in seinem Buch beträchtlichen Raum beanspruchen musste. Nicht, weil er das Leben fotografieren wollte, denn das wollte und tat er nicht. Aber ihm lag außerordentlich daran, die Proportionen des Lebens zu wahren, das er darstellte.“ Der Beitrag in der Weltbühne mit dem Titel Fabian und die Sittenrichter war zusammen mit einem weiteren Artikel unter dem Titel Fabian und die Kunstrichter, der erstmals 1998 veröffentlicht wurde, als Nachwort zum eigentlichen Roman gedacht.

## Ausgaben
- Fabian. Deutsche Verlags-Anstalt, Stuttgart und Berlin 1931.
- FABIAN. Die Geschichte eines Moralisten, mit einem Nachwort von Gerhard Seidel, Aufbau-Verlag, Berlin und Weimar 1976
- Der Gang vor die Hunde. Atrium, Zürich 2013, ISBN 3-85535-391-3.

Fassungen
In dem ursprünglich verlegten Buch mit dem Titel Fabian fehlte ein Kapitel, in dem Fabian und sein Kollege Fischer auf dessen Wunsch hin die schlecht verheilende Blinddarmnarbe ihres Chefs betrachten. Im selben Kapitel wirft Fabian seinem Chef vor: „Es besitzt nicht ein jeder die Geschmacklosigkeit, die Tippfräuleins über den Schreibtisch zu legen.“ Aus Angst vor einer möglichen Zensur schloss der Verlag dieses Kapitel seit der Erstausgabe 1931 aus. Ebenso wurden einige erotische Passagen gestrichen.
Erst im Jahr 2013 erschien im Atrium-Verlag die ungekürzte Originalfassung des Buches unter dem ursprünglich geplanten Titel Der Gang vor die Hunde.
Das Typoskript von Fabian ist in der Dauerausstellung im Literaturmuseum der Moderne in Marbach zu sehen.

## Theater
- Im Frühjahr 2016 stand Fabian als Revue auf dem Spielplan des Landestheaters Altenburg in der Inszenierung und Regie von Fabian Alder.[1]

- Im Juni 2021 brachte das Berliner Ensemble Fabian oder der Gang vor die Hunde unter der Regie von Frank Castorf auf die Bühne.[2]

- Am 31. März 2023 feierte Fabian oder Der Gang vor die Hunde in einer Bearbeitung von Henrik Kuhlmann Premiere im Großen Haus am Staatstheater Darmstadt.[3]

- Am 22. September 2023 wurde das Schauspiel Fabian oder Der Gang vor die Hunde vom Theater Bonn im Schauspielhaus von  Bad Godesberg unter der Regie von Martin Laberenz uraufgeführt.

## Verfilmung
Eine erste Romanverfilmung wurde 1980 unter dem Titel Fabian veröffentlicht. Regie: Wolf Gremm; Produzentin: Regina Ziegler; Studio: Ufa; Darsteller: Hans-Peter Hallwachs (Fabian), Hermann Lause (Labude), Ivan Desny (Labude sen.), Silvia Janisch (Cornelia), Brigitte Mira, Charles Regnier, Ruth Niehaus. Die Filmlänge wird mit 117 Minuten angegeben. Der Film erhielt 1980 den Deutschen Filmpreis. Am 8. November 2004 erschien eine DVD mit einer Länge von 110 bzw. 115 Minuten.
2021 kam mit Fabian oder Der Gang vor die Hunde eine Verfilmung von Dominik Graf in die Kinos. Die Hauptrolle spielte Tom Schilling (Fabian), weitere Rollen Saskia Rosendahl (Cornelia), Albrecht Schuch (Labude) und Meret Becker (Irene Moll).

## Vertonung
Der Roman wurde 1987 von Matthias Thalheim als Hörspiel für den Rundfunk der DDR bearbeitet. Dramaturgie: Heide Böwe; Regie: Joachim Staritz; Darsteller: Götz Schulte (Fabian), Steffen Mensching (Labude), Bärbel Röhl (Cornelia), Ruth Glöß (Fabians Mutter), Heide Kipp (Irene Moll), Hans-Joachim Hanisch (Erfinder), Margit Bendokat (Handschuhverkäuferin), Horst Lebinsky (Erzähler und in neun weiteren Rollen); Erstsendung: 5. Februar 1987, Berliner Rundfunk, Länge: 70'15, gekürzte RBB-Fassung: 59'30, Archiviert: Deutsches Rundfunkarchiv Potsdam-Babelsberg.
1998 erschien ein von Friedhelm Ptok gelesenes Hörbuch beim Label Deutsche Grammophon Literatur.
2014 veröffentlichte der Bayerische Rundfunk (BR) eine Lesung des Romans als Podcast.